# Classe Whidbey Island
La classe Whidbey Island est une classe de Landing Ship Dock (LSD), selon la liste des codes des immatriculations des navires de l'US Navy, c'est-à-dire un bâtiment militaire de transport de chalands de débarquement, comportant un radier immergeable, d'où peuvent débarquer des troupes (fusiliers marins ou Marines à bord de véhicules d'infanterie (chars de combat, véhicules de transport de troupes, véhicules du génie, véhicules amphibie, etc) stockés en hangar (dock).
D'allure massive à l'avant, les 8 bâtiments de la classe Whidbey Island, commissionnés de 1985 à 1992, embarquent jusqu'à 5 véhicules de débarquement à coussin d'air (sigle LCAC en anglais) ou 2 Landing Craft Utility (LCU), ou 21 Landing Craft Mechanized (LCM) -6 mais généralement pas d'hélicoptères. 
Le Fort McHenry est retiré du service en 2021, le Whidbey Island en 2022.

## Navires
| Navires                     | Chantier naval                               | Commissionnée | Déclassement | Port d'attache         | Page NVR |
| --------------------------- | -------------------------------------------- | ------------- | ------------ | ---------------------- | -------- |
| USS Whidbey Island (LSD-41) | Lockheed, Seattle                            | 1985          | 2022         | Little Creek, Virginie | LSD41    |
| USS Germantown (LSD-42)     | Lockheed, Seattle                            | 1986          |              | San Diego, Californie  | LSD42    |
| USS Fort McHenry (LSD-43)   | Lockheed, Seattle                            | 1987          | 2021         | Little Creek, Virgine  | LSD43    |
| USS Gunston Hall (LSD-44)   | Chantier naval Avondale, La Nouvelle-Orléans | 1989          |              | Little Creek, Virginie | LSD44    |
| USS Comstock (LSD-45)       | Avondale, La Nouvelle-Orléans                | 1990          |              | San Diego, Californie  | LSD45    |
| USS Tortuga (LSD-46)        | Avondale, La Nouvelle-Orléans                | 1990          |              | Sasebo, Japon          | LSD46    |
| USS Rushmore (LSD-47)       | Avondale, La Nouvelle-Orléans                | 1991          |              | San Diego, Californie  | LSD47    |
| USS Ashland (LSD-48)        | Avondale, La Nouvelle-Orléans                | 1992          |              | Little Creek, Virginie | LSD48    |

## Galerie de photos

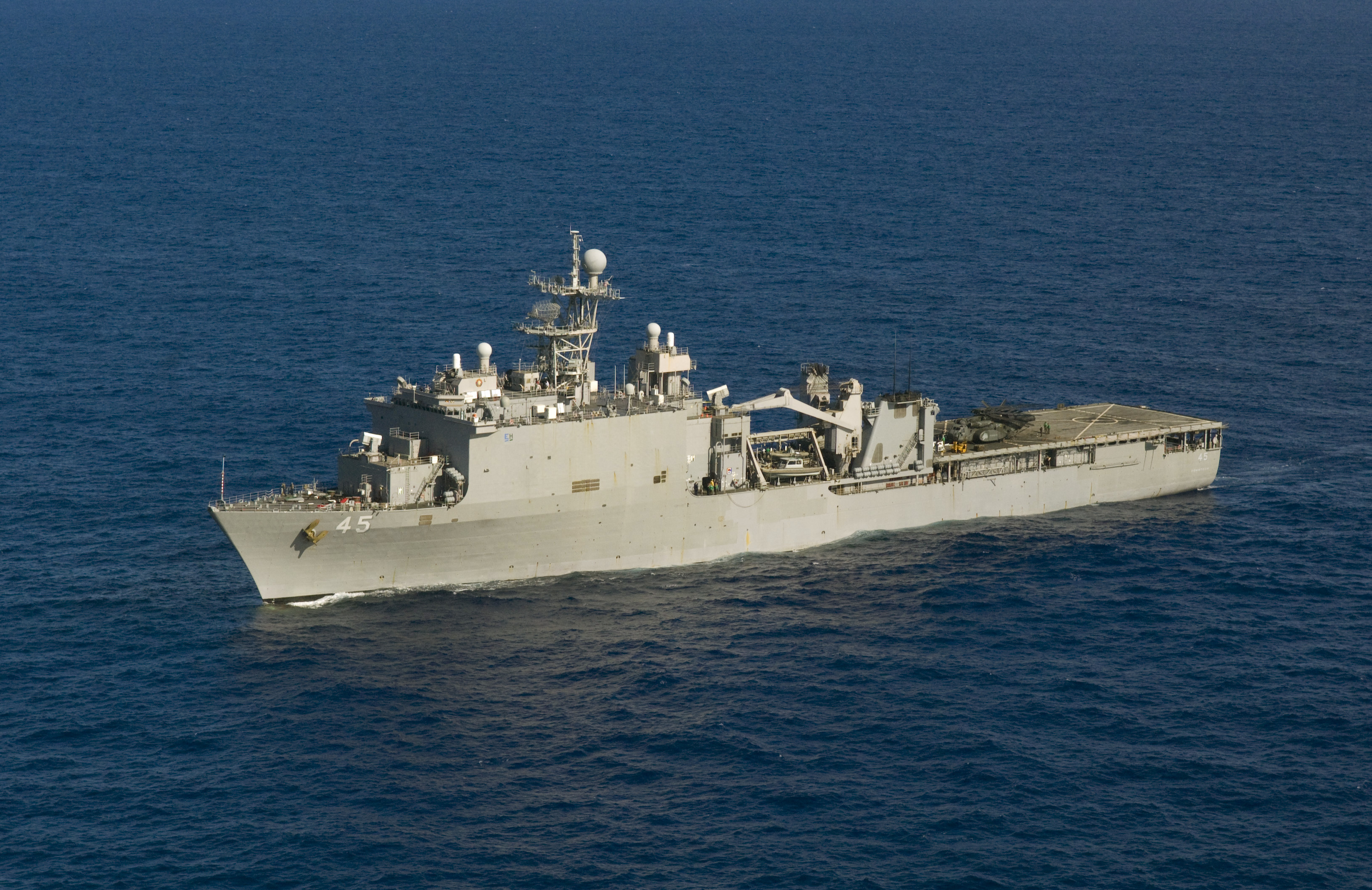
L'USS Comstock au cours de l'exercice Rim of the Pacific (RIMPAC) 2008 dans l'océan Pacifique (12 juillet 2008)
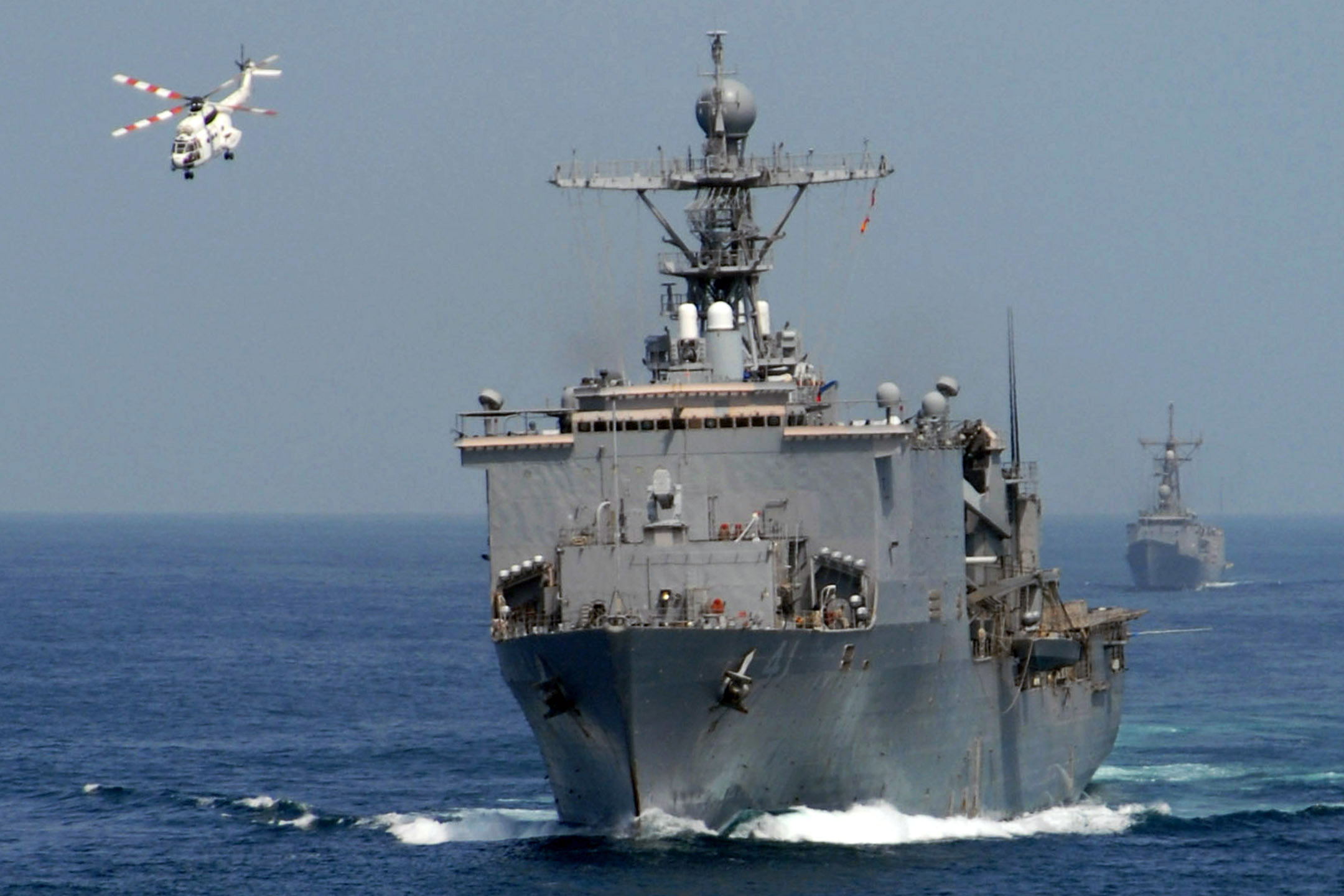
L'USS Whidbey Island après un ravitaillement par hélicoptère dans le golfe Persique (14 septembre 2006)
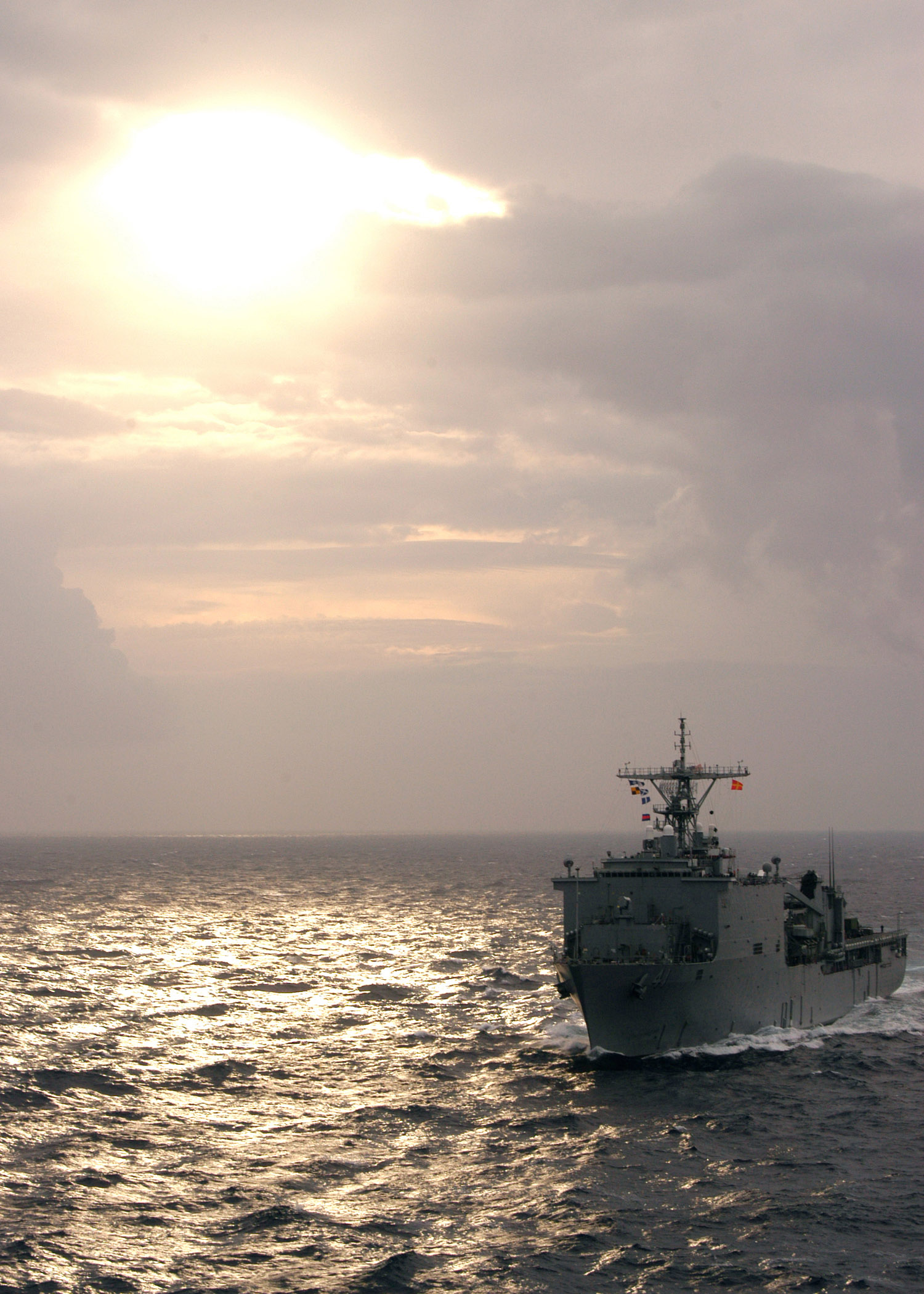
L'USS Whidbey Island dans l'océan Atlantique.
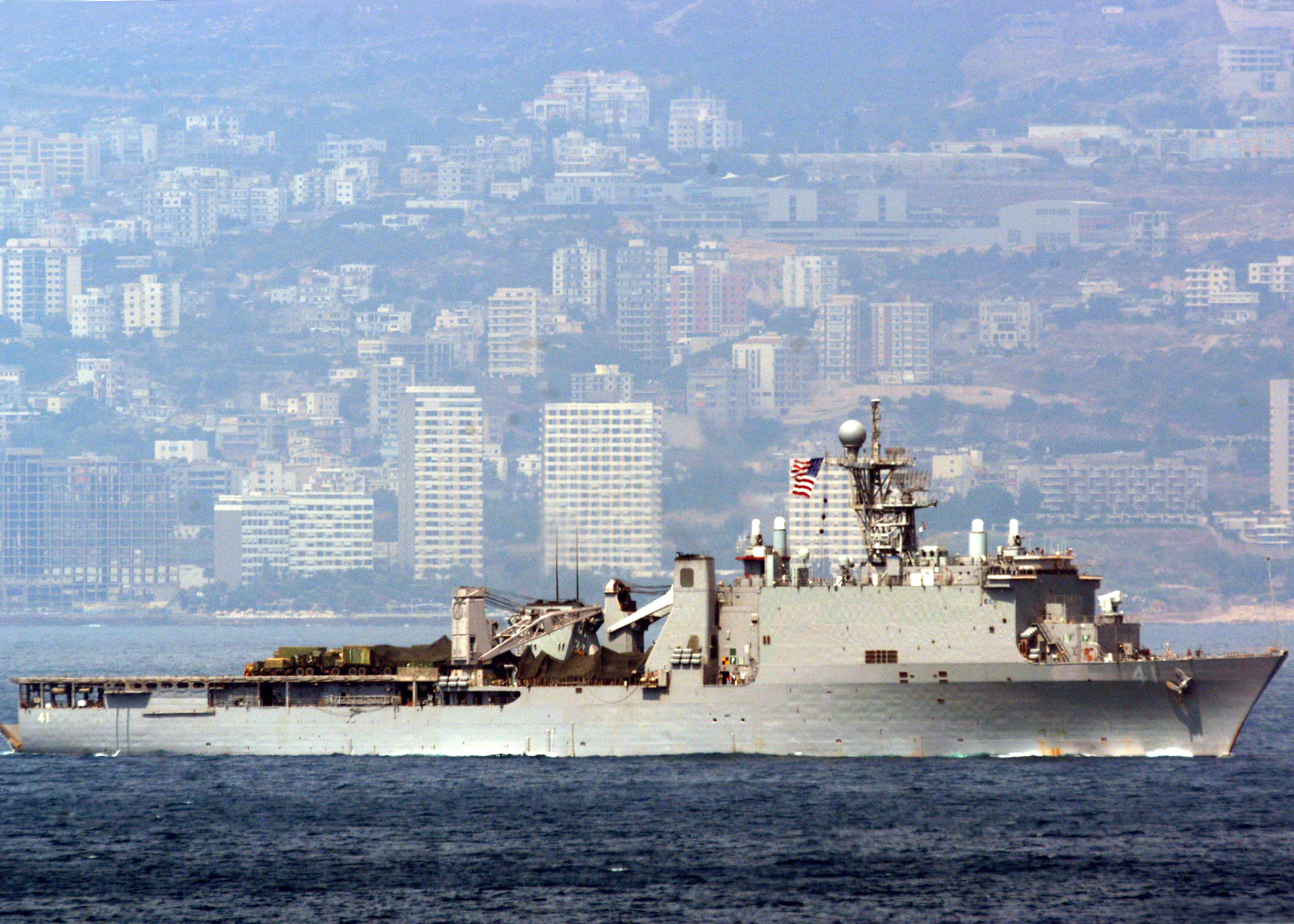
L'USS Whidbey Island participe au rapatriement de citoyens américains à Beyrouth lors du conflit israélo-libanais de 2006 (22 juillet 2006)
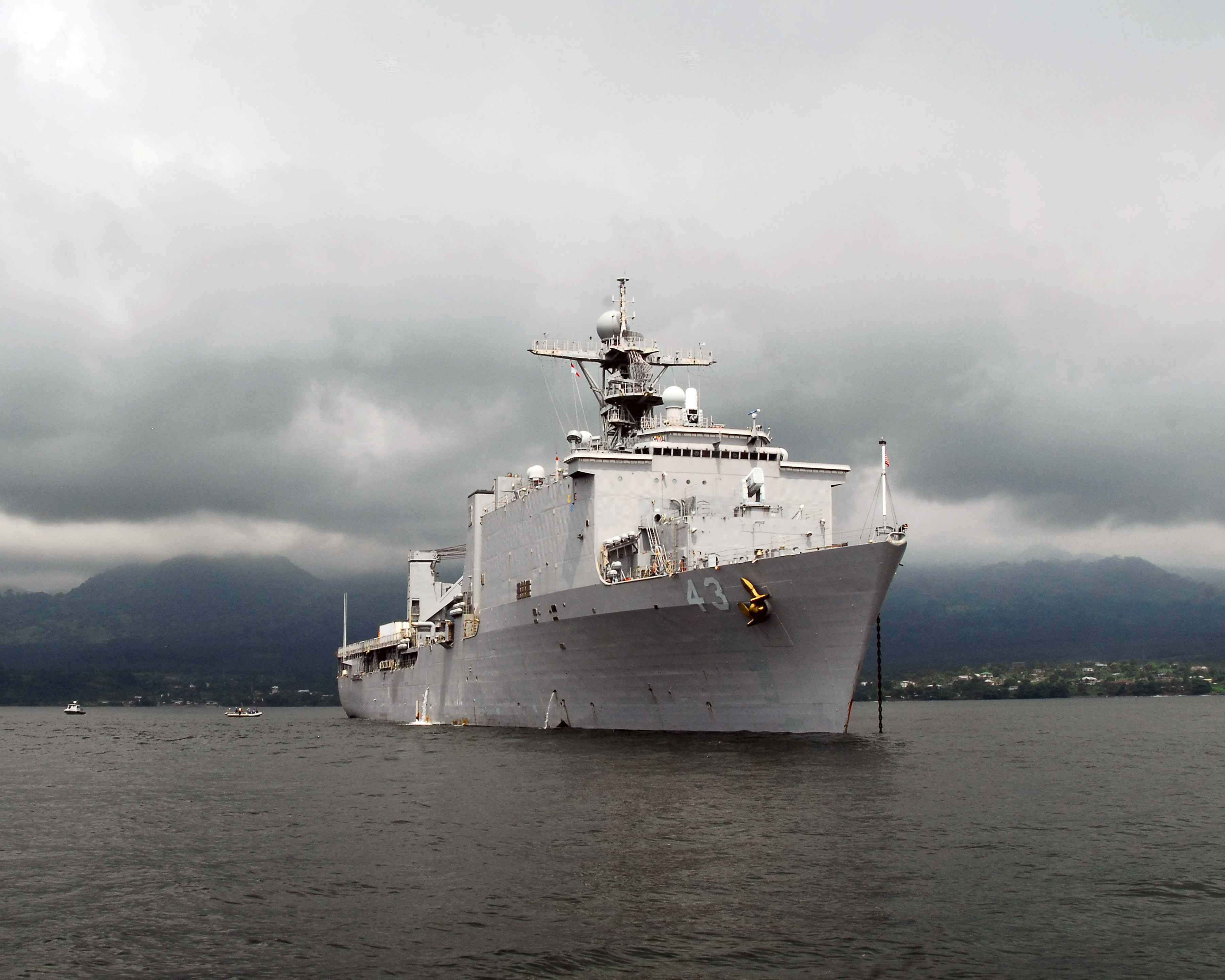
L'USS Fort McHenry au mouillage au large de Limbé (Cameroun) (4 décembre 2007)
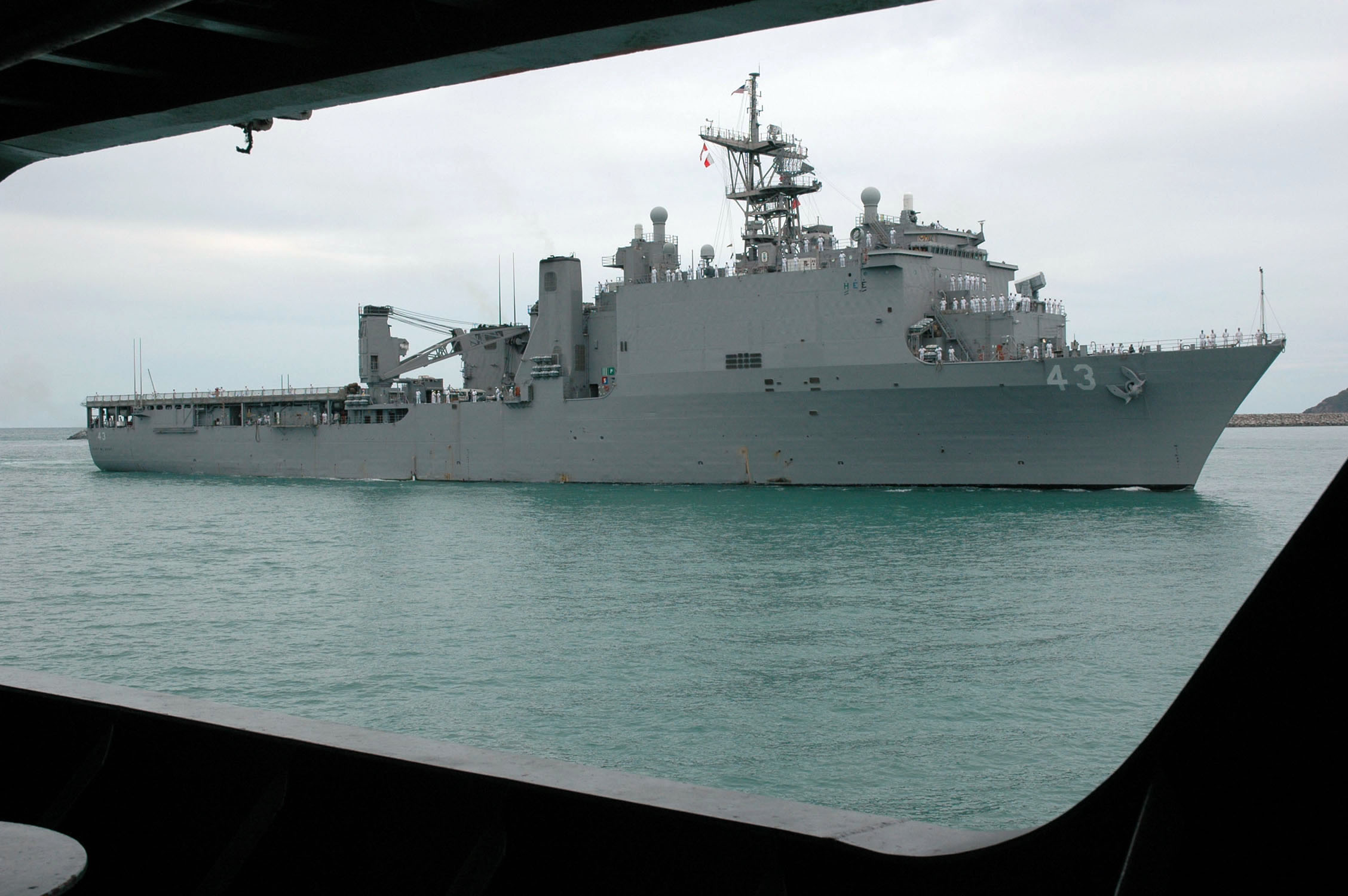
L'USS Fort McHenry au large de Sattahip (Thaïlande) au cours de l'exercise Cooperation Afloat Readiness and Training (CARAT) 2005 (17 juin 2005)
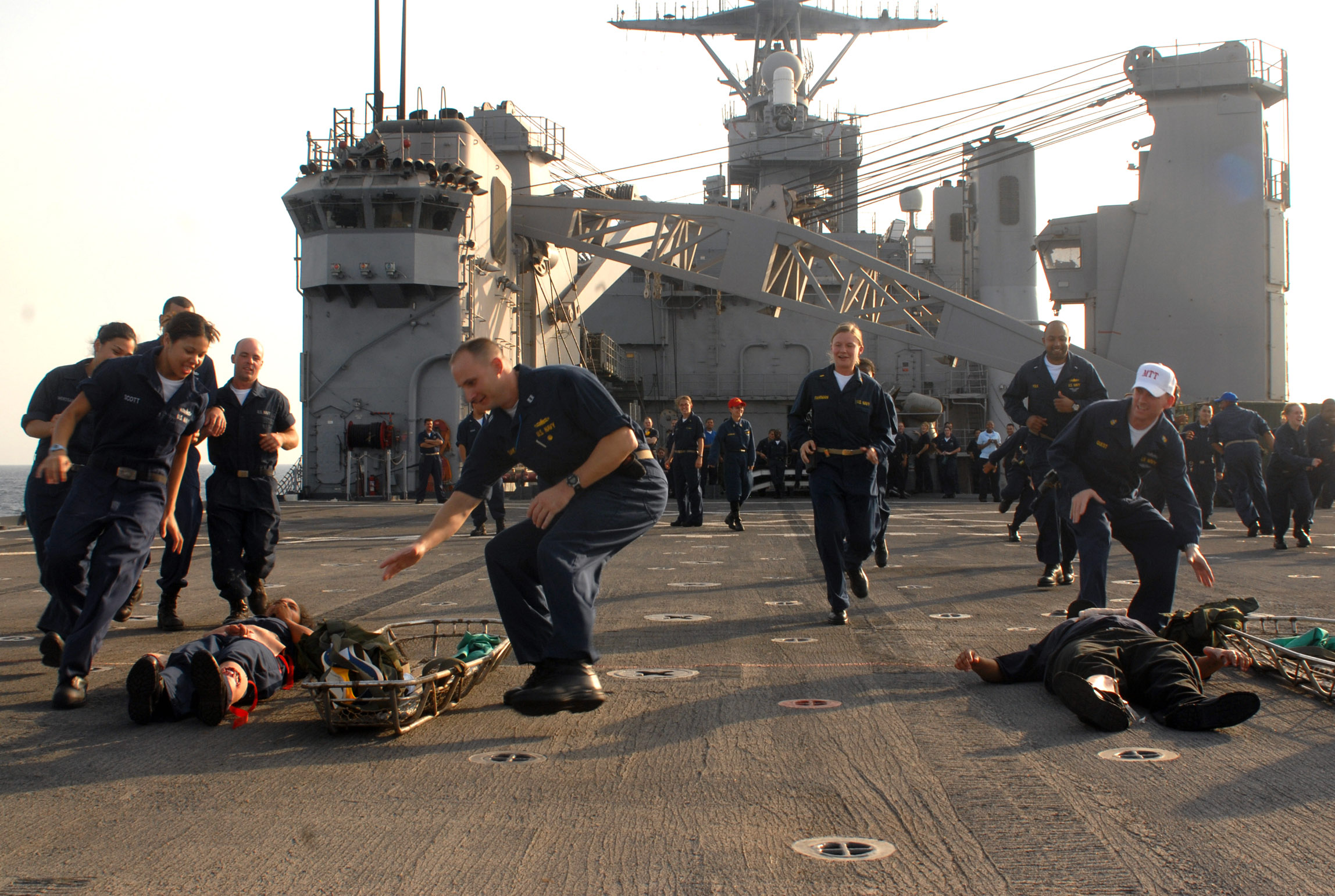
Entraînement aux soins de première urgence sur le pont d'envol de l'USS Gunston Hall dans le golfe Persique (8 octobre 2007)
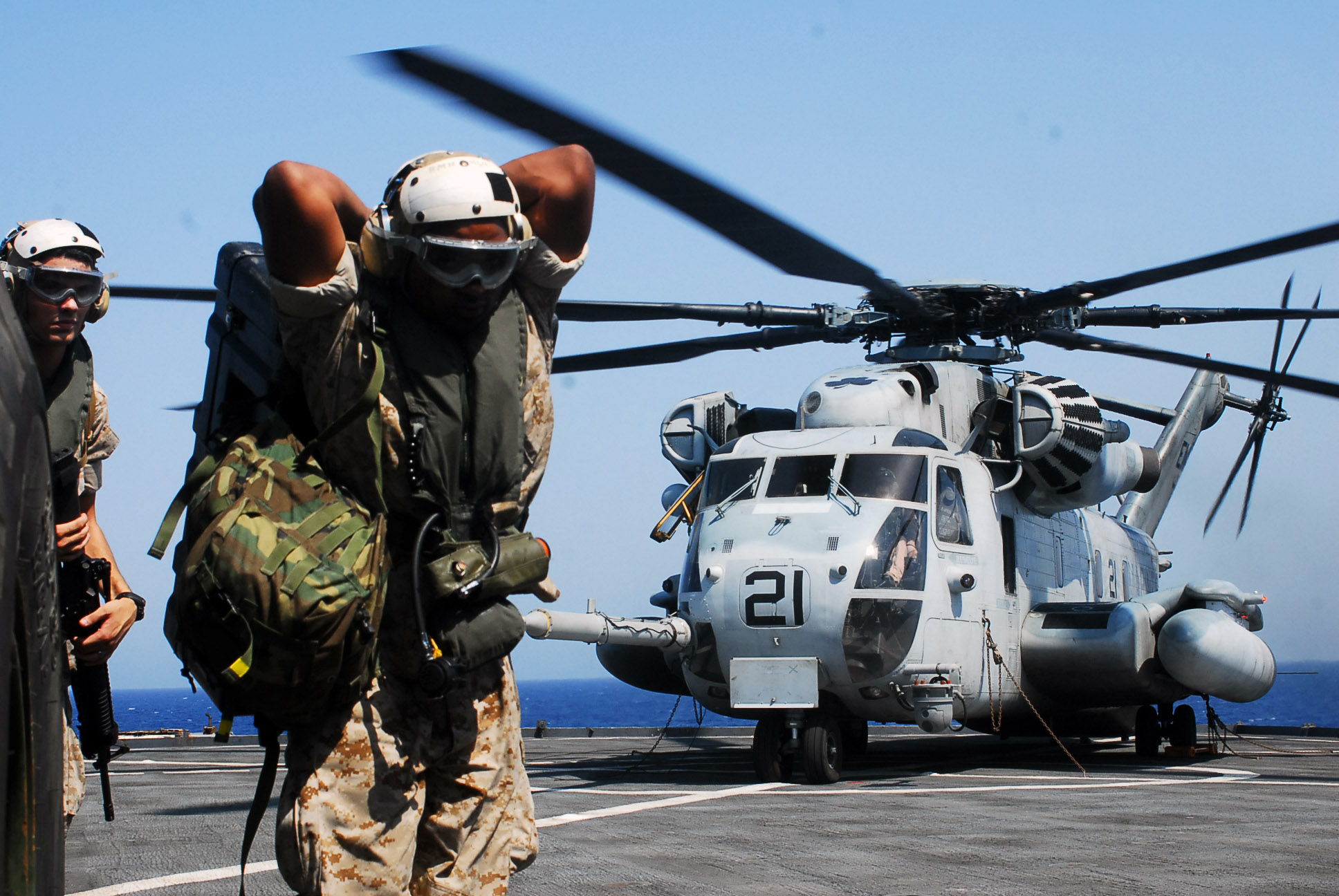
Un hélicoptère CH-53 Super Stallion de l'US Marine Corps s'apprête à décoller du pont d'envol de l'USS Gunston Hall en mer Rouge.
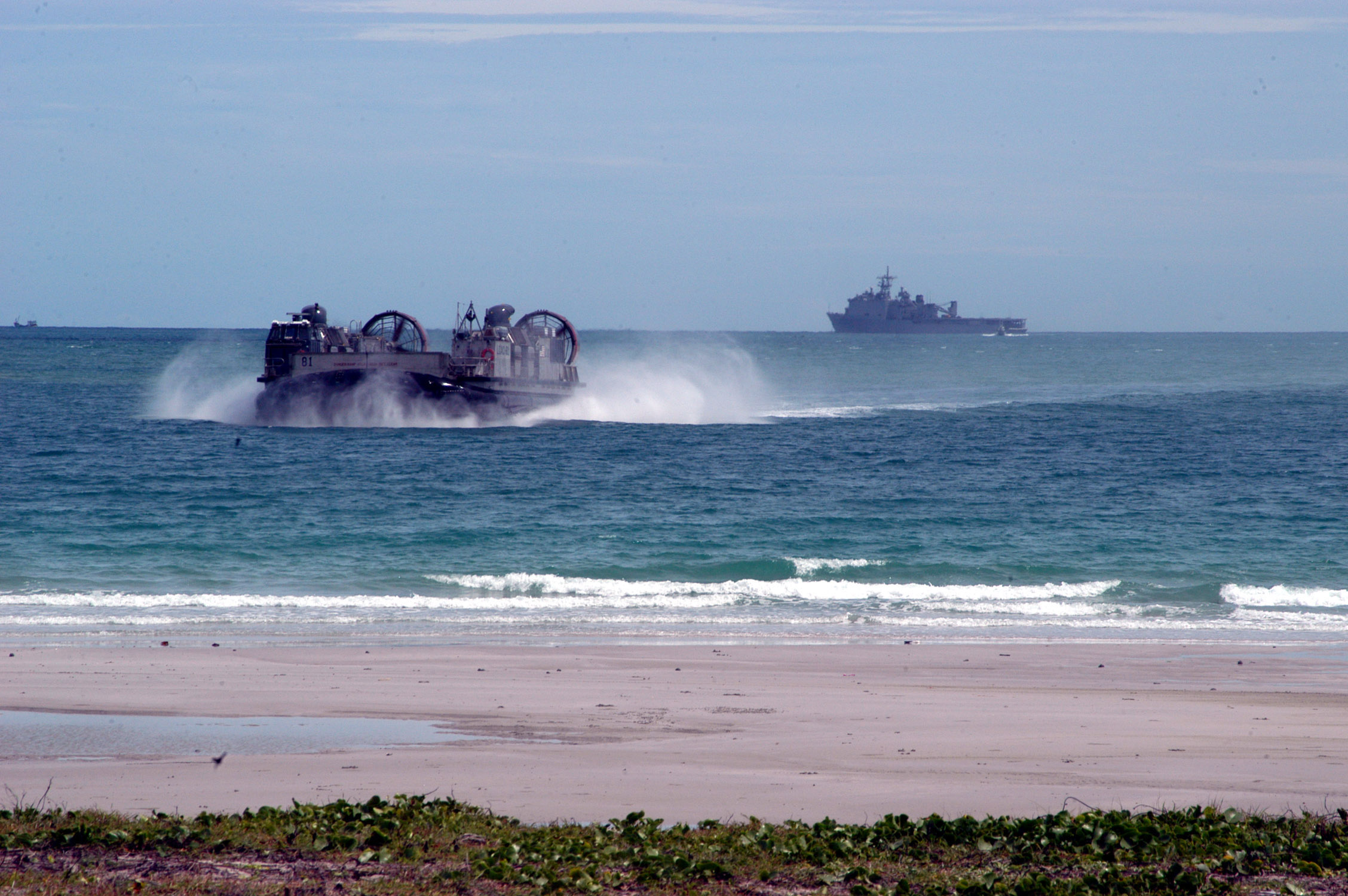
Un LCAC en provenance de l'USS Fort McHenry (au large) se prépare à débarquer sur l'île de Had Yao Island (Thaïlande) (24 juin 2005)
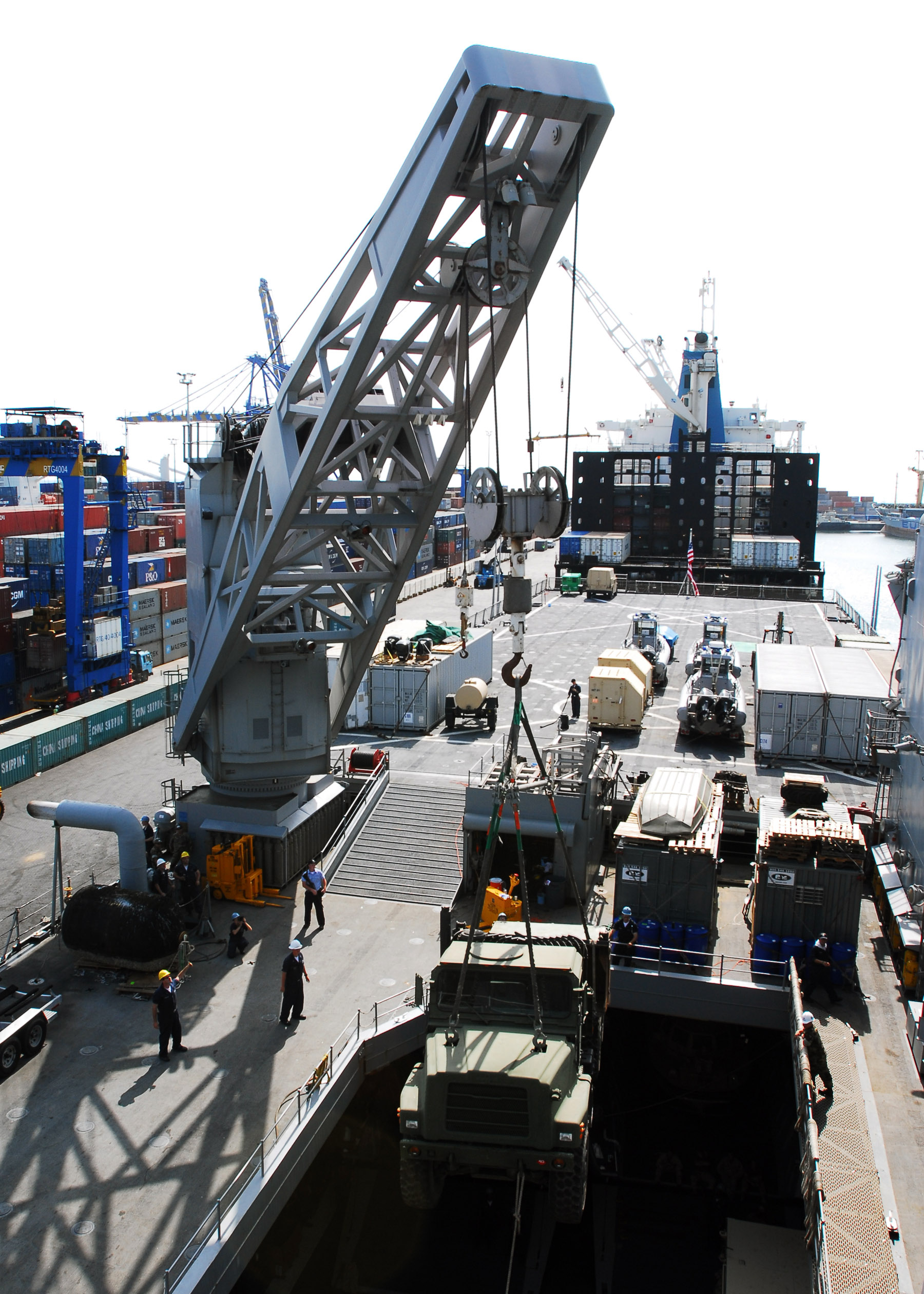
Matériel transbordé du hangar de l'USS Fort McHenry au port de Tema (Ghana)
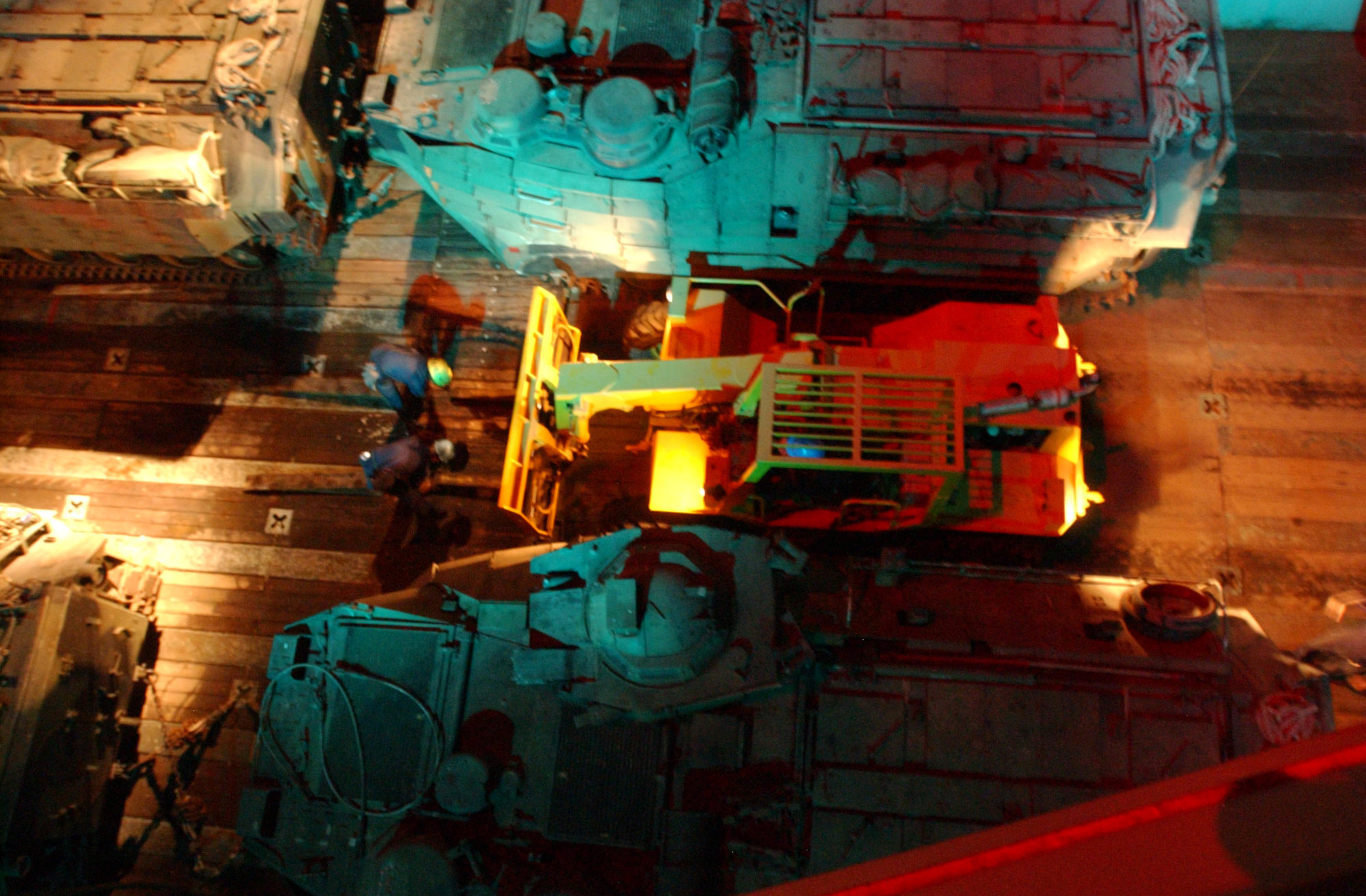
Matériel à destination des terminaux pétroliers Al Basrah et Khawr Al Amaya (Irak) dans le hangar de l'USS Whidbey Island (15 mai 2004)
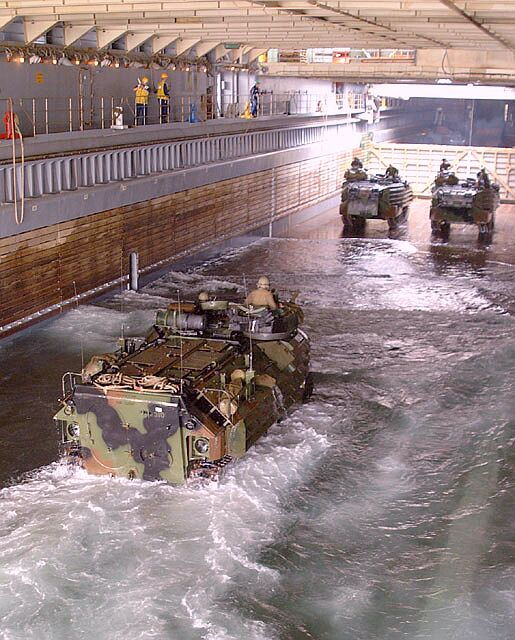
AAV-7 de la 31st MEU à bord de l'USS Fort McHenry (en) de la classe Whidbey Island